# كينق (شخصية أنمي)
كينغ من الشخصيات الرئيسية لأنمي و مانغا الخطايا السبع المميتة.
وهو ملك الجن يدعى أيضاً «هارلكوين» مسؤوليتهُ حماية الغابة المقدّسة وسلاحهُ المقدّس رّمح «شاستفور» المقدّس فهوَ مصنوعٌ من الشجرة المقدّسة في عالم الجن

الخطيئة: الكسل | والرمز: الدب
- الخطايا السبع المميتة (مانغا)
- الخطايا السبع المميتة (أنمي)
- الخطايا السبع المميتة
- أنمي
- مانغا